# Sinotmethis brachypennis
Sinotmethis brachypennis är en insektsart som beskrevs av Xi, G. och Z. Zheng 1993. Sinotmethis brachypennis ingår i släktet Sinotmethis och familjen Pamphagidae. Inga underarter finns listade i Catalogue of Life.